# Wojna koryncka
Wojna koryncka – konflikt zbrojny w starożytnej Grecji trwający w latach 395–387 p.n.e. pomiędzy Spartą i jej sojusznikami z Związku Peloponeskiego a koalicją czterech poleis (Teb, Aten, Koryntu i Argos) początkowo popieraną przez Persję Achemenidów. Bezpośrednią przyczyną wojny był lokalny konflikt w północno-zachodniej Grecji, w który zaangażowały się Teby i Sparta, natomiast głębszą przyczynę stanowiła ekspansjonistyczna polityka Sparty.
Wojna toczyła się na dwóch frontach, na lądzie w okolicach Koryntu i Teb oraz na Morzu Egejskim. Na lądzie Sparta wcześnie wygrała kilka znaczących bitew, ale nie była w stanie wykorzystać swych zwycięstw i sytuacja stała się patowa. Na morzu Sparta już na początku konfliktu poniosła dotkliwą klęskę w starciu z flotą perską, co raz na zawsze złamało jej potęgę morską. Korzystając z okazji Ateny przeprowadziły kilka morskich kampanii w ostatnich latach wojny, co pozwoliło na odbicie części wysp będących członkami Ateńskiego Związku Morskiego w V w. p.n.e.
W związku z sukcesami Aten Persowie przestali wspierać koalicję i przeszli na stronę Sparty. Zmusiło to sojuszników do podjęcia rozmów pokojowych. Wojnę zakończył pokój Antalkidasa, powszechnie znany jako pokój królewski, podpisany w 387 p.n.e. Zgodnie z postanowieniami traktatu Persja przejęła kontrolę nad całą Jonią, natomiast wszystkie inne greckie miasta zachowały niepodległość. Sparta miała być gwarantem pokoju i otrzymała prawo do użycia siły w celu realizacji jego postanowień. Głównym skutkiem wojny było ukazanie perskiej możliwości skutecznego wpływania na sprawy wewnętrzne Grecji i podkreślenie spartańskiej hegemonii w świecie greckim.

## Preludium

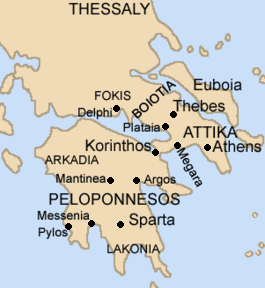
Grecja lądowa w starożytności

W zakończonej w 404 p.n.e. wojnie peloponeskiej Sparta korzystała z poparcia prawie wszystkich państw Grecji lądowej i imperium perskiego, a od tego czasu pod jej kontrolę przeszły liczne wyspy Morza Egejskiego. Dawało to Sparcie solidne zaplecze, które jednak zaczęło się kruszyć w latach bezpośrednio poprzedzających konflikt. Pomimo że zwycięstwo Sparty miało charakter kolaboracji, polis zagarnęło łupy z pokonanych państw i pobierało trybut od byłych członków Związku Morskiego. Sojusznicy Sparty zrazili się również tym, że w 402 p.n.e. Sparta zaatakowała i podbiła Elis, członka Związku Peloponeskiego, w związku z wydarzeniami z okresu wojny peloponeskiej. Korynt i Teby odmówiły wysłania wojsk w celu wsparcia Sparty w jej kampanii przeciwko Elis.
Teby, Korynt i Ateny odmówiły również udziału w spartańskiej wyprawie do Jonii w 398 p.n.e., przy czym Tebańczycy doszli nawet do tego, że zakłócili składanie ofiary, jaką król Sparty Agesilaos II chciał złożyć na ich terytorium. Pomimo nieobecności tych polis, Agesilaos skutecznie walczył przeciwko Persom w Lidii, dochodząc aż do Sardes. Satrapa Tissafernes został stracony za swe niepowodzenia w walce z Agesilaosem, a jego następca, Titraustes, przekupił Spartan za 30 talentów by szli na północ, do satrapii Farnabazosa. Agesilaos tak uczynił, ale jednocześnie zaczął przygotowywać flotę do konfrontacji z Persami.
Farnabazos, niezdolny do pokonania armii Agesilaosa, zdecydował się na zmuszenie spartańskiego króla do odwrotu przez wywołanie problemów na greckiej ziemi. Wyprawił Greka Timokratesa z Rodos by rozdawał pieniądze w zamian za podjęcie działań przeciwko Sparcie. Timokrates odwiedził Ateny, Teby, Korynt i Argos, i skutecznie przekonał wpływowe osobistości w tych polis do podjęcia działań wymierzonych przeciwko Sparcie. Tebańczycy, którzy wcześniej zademonstrowali swą niechęć wobec Sparty, zgodzili się przyłączyć do wojny.

## Pierwsza faza (395 p.n.e.)

### Wstępne walki
Grecki historyk Ksenofont przekazuje, że Tebańczycy, nie chcąc bezpośrednio wywoływać konfliktu ze Spartą, postanowili przyspieszyć wybuch wojny namawiając swych sojuszników, Lokrów Opunckich, do ściągania podatków z terytorium spornego pomiędzy Lokrami a Fokejczykami. W odpowiedzi Fokejczycy wtargnęli do Lokrydy i złupili ją. Lokrowie zwrócili się do Teb o pomoc i Tebańczycy zaatakowali Fokidę; Fokejczycy z kolei wezwali na pomoc swego sojusznika, Spartę. W Sparcie, korzystając z pretekstu potrzeby przywołania Teb do porządku, zarządzono powszechną mobilizację. Tebańscy posłowie zwrócili się o pomoc do Aten; Ateńczycy opowiedzieli się za wsparciem dla Teb i zawarto wieczysty sojusz pomiędzy Atenami i Związkiem Beockim.
Spartanie powołali dwie armie, jedną pod dowództwem Lizandra i drugą dowodzoną przez Pauzaniasza, które miały się połączyć pod beockim miastem Haliartos i zaatakować je. Lizander, który pojawił się przed Pauzaniaszem, przekonał miasto Orchomenos do odstąpienia od Teb i przyłączenia się do ataku na Haliartos. Podczas oblężenia wywiązała się bitwa, w której Lizander poległ. Bitwa była nierozstrzygnięta – Spartanie ponieśli straty, ale odparli ścigające siły tebańskie korzystając z przewagi górzystego terenu. Pauzaniasz, który pojawił się dzień później, zawarł z Tebańczykami układ pozwalający na zabranie ciał poległych w zamian za wycofanie się z Beocji. Po powrocie do Sparty Pauzaniaszowi wytoczono proces za przybycie pod Haliartos zbyt późno i przyjęcie niekorzystnych warunków. Eforowie skazali go na śmierć, jednak Pauzaniasz zbiegł do Tegei, gdzie zmarł w wyniku choroby.

### Rozszerzenie sojuszu antyspartańskiego
Pamiętając o tych wydarzeniach, Spartanie i ich przeciwnicy przygotowywali się na nadejście walk na szerszą skalę. Pod koniec 395 p.n.e. Korynt i Argos dołączyły do wojny po stronie Aten i Teb. W Koryncie powołano radę zarządzającą sprawami sojuszu. Wysłano posłów do mniejszych polis i od wielu spośród nich otrzymano pomoc.
Zaniepokojeni tym Spartanie przygotowywali się do wysłania nowej armii przeciwko sojuszowi i wysłali posłańca od Agesilaosa nakazując mu powrót do Grecji. Rozkaz był rozczarowaniem dla Agesilaosa, który wypatrywał kolejnych sukcesów podczas kampanii w Azji Mniejszej, jednak przekroczył Dardanele i poprzez Trację ruszył na pomoc ojczyźnie.

## Wojna na lądzie i morzu (394 p.n.e.)

### Nemea
Po mało znaczących starciach pomiędzy Tebami a Fokidą, z których Teby wyszły zwycięsko, sojusznicy zebrali silną armię w Koryncie. Sparta wysłała naprzeciw niej zbliżone rozmiarami siły. Wojska te spotkały się w wyschniętym łożysku rzeki Nemea, na terytorium Koryntu. Spartanie odnieśli zdecydowane zwycięstwo. Jak to zwykle bywało w bitwach hoplitów prawe skrzydła obu armii miały przewagę – Spartanie wygrywali z Ateńczykami, podczas gdy Tebańczycy, Argiwi i Koryntianie przeważali nad stojącymi naprzeciw nich peloponeskimi sojusznikami Sparty; następnie Spartanie zaatakowali Tebańczyków, Argiwów i Koryntian wracających z pościgu za hoplitami z Peloponezu i zabili wielu spośród nich. Armia koalicji straciła 2800 ludzi, podczas gdy Spartanie i ich sojusznicy jedynie 1100.

### Knidos

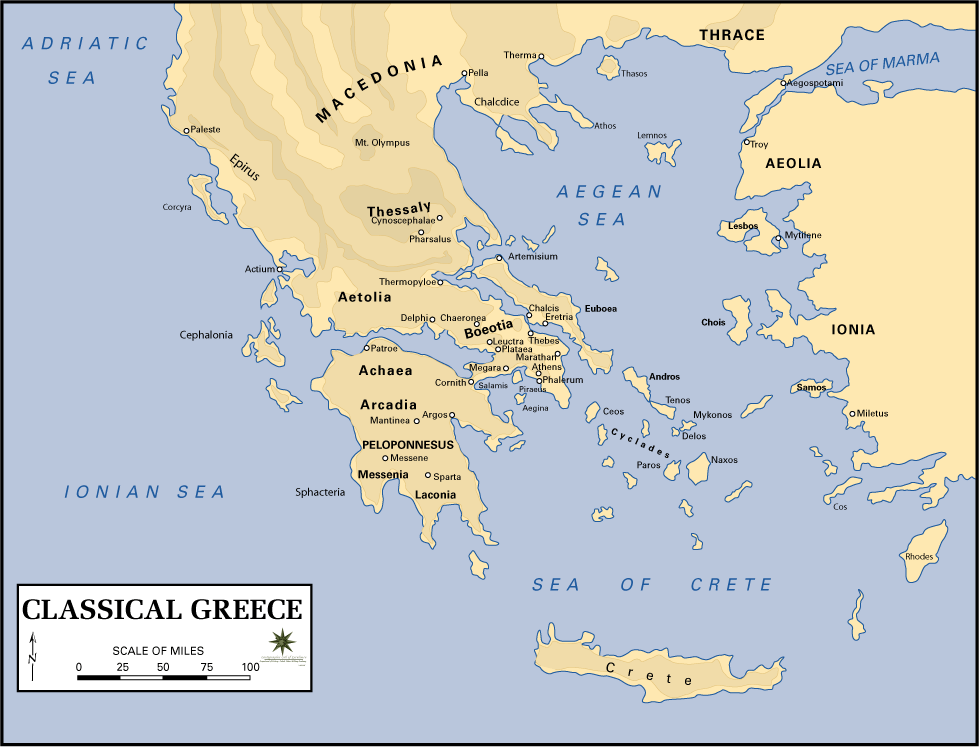
Starożytna Grecja i Azja Mniejsza oddzielone od siebie Morzem Egejskim

Następne ważne dla przebiegu wojny wydarzenie miało miejsce na morzu, gdzie zarówno Persowie jak i Spartanie zebrali silną flotę podczas kampanii Agesilaosa w Azji. Polis z basenu Morza Egejskiego pozostające pod kontrolą Sparty dostarczyły 120 trier. Agesilaos powierzył dowództwo swemu szwagrowi, Pisanderowi, który nie miał doświadczenia w walkach morskich. Persowie w tym czasie zebrali już flotę fenicko-cylicyjsko-cypryjską pod dowództwem doświadczonego ateńskiego admirała Konona i w 396 p.n.e. zajęli Rodos. Obie floty spotkały się przy przylądku Knidos w 394 p.n.e. Spartanie walczyli z zaciętością, szczególnie w pobliżu statku Pisandera, ale ostatecznie zostali pokonani; znaczna ilość okrętów została zatopiona lub wpadła w ręce wroga. W konsekwencji spartańska flota została pozbawiona znaczenia na morzu. Po tym zwycięstwie Konon i Farnabazos popłynęli wzdłuż wybrzeży Jonii usuwając spartańskich namiestników i spartańskie garnizony, jednak nie udało im się unicestwić spartańskich baz w Abydos i Sestos.

### Koroneja
W tym czasie wojska Agesilaosa, po odparciu ataków Tesalijczyków w czasie marszu przez ich kraj, wkroczyły do Beocji, gdzie napotkały armię wystawioną przez różne polis antyspartańskiej koalicji. Siły Agesilaosa, złożone w znacznej części z wyzwolonych helotów i najemnych weteranów marszu dziesięciu tysięcy, zostały wsparte w połowie przez spartański garnizon Orchomenos i w drugiej połowie przez oddział przetransportowany przez Zatokę Koryncką. Armie spotkały się pod Koroneją, na terytorium Teb; jak pod Nemeą oba prawe skrzydła miały przewagę, Tebańczycy łamali szyk przeciwnika, podczas gdy ich sojusznicy ponosili klęskę. Tebańczycy, widząc porażkę reszty swych sił, postanowili przedrzeć się do obozu. Agesilaos stawił im czoła i w wywiązanej walce wielu Tebańczyków poległo zanim zdążyło dołączyć do swych sojuszników. Po tym zwycięstwie Agesilaos przeprawił się przez Zatokę Koryncką i powrócił do Sparty.

## Dalsze wydarzenia (393-388 p.n.e.)
Rok 394 p.n.e. Spartanie zakończyli z silną pozycją na lądzie, a słabą na morzu. Koalicja nie była w stanie pokonać spartańskiej falangi na polu bitwy, jednak trzymała się mocno i nie pozwalała Spartanom zajść zbyt daleko w głąb Grecji. Spartanie przez następnych kilka lat próbowali zmusić Korynt i Argos do zakończenia udziału w wojnie; w tym czasie antyspartańska koalicja próbowała zachować jednolity front przeciwko Sparcie, natomiast Ateny i Teby, korzystając ze związania spartańskich sił, umacniały swoją potęgę w swych tradycyjnych strefach wpływów.

### Wsparcie Persji, odbudowa Długich Murów, wojna domowa w Koryncie
W 393 p.n.e. Konon i Farnabazos popłynęli do Grecji lądowej, najechali wybrzeża Lakonii i opanowali wyspę Kithirę, gdzie osadzili garnizon i ateńskiego namiestnika. Następnie pożeglowali do Koryntu, gdzie rozdali pieniądze i wezwali członków rady, by pokazali królowi Persji, że są godni zaufania. Farnabazos następnie wyposażył Konona w fundusze i wysłał wraz ze znaczną częścią floty do Attyki, by wsparł zainicjowany przez Trazybula w 394 p.n.e. projekt odbudowy Długich Murów. Dzięki pomocy wioślarzy z floty i najętych za perskie pieniądze robotników budowa została szybko ukończona. Ateny szybko skorzystały z przewagi, jaką daje posiadanie murów i floty, zajmując wyspy Skyros, Imroz i Lemnos, na których założyli kleruchie (kolonie obywatelskie).
Mniej więcej w tym czasie wybuchły wewnętrzne walki w Koryncie pomiędzy stronnictwem demokratycznym a oligarchicznym. Demokraci, wspierani przez Argiwów, zaatakowali swych przeciwników wypędzając oligarchów z miasta. Uciekinierzy udali się po wsparcie do stacjonujących w Sykionie Spartan, natomiast Ateńczycy i Beoci wsparli demokratów. W przeprowadzonym nocą ataku Spartanie i uchodźcy zajęli Lechajon, port Koryntu nad Zatoką Koryncką, i pokonali armię, która nadeszła następnego dnia. Antyspartańska koalicja próbowała później odbić Lechajon, jednak Spartanie przeprowadzili atak i odparli ich.

### Niepowodzenie rokowań
W 392 p.n.e. Spartanie wysłali swego ambasadora,  Antalkidasa, do satrapy Tribaza, mając nadzieję, że Persowie zwrócą się przeciwko koalicji, gdy dowiedzą się, że perska flota została wykorzystana przez Konona do odbudowy ateńskiego dominium. Ateńczycy dowiedzieli się o tym i wysłali Konona oraz kilku innych przedstawicieli by przedstawić swą sprawę Persom; wezwali też sojuszników, Teby, Korynt i Argos, by również wysłały swe poselstwa. Podczas rokowań Spartanie zaproponowali pokój, którego warunkiem była niepodległość wszystkich polis. Propozycja została odrzucona przez koalicję, gdyż Ateny chciały utrzymać swe zdobycze na Morzu Egejskim, Teby kontrolę nad Związkiem Beockim, natomiast Argos planowało włączyć Korynt do swojego państwa. Rokowania zakończyły się niepowodzeniem, jednak Tribazos, zaniepokojony działaniami Konona, aresztował go i skrycie wyposażył Spartan w fundusze na budowę floty. Chociaż Konon pospiesznie uciekł, zmarł niedługo później. Druga konferencja pokojowa odbyła się w Sparcie tego samego roku, jednak propozycje ponownie zostały odrzucone przez koalicję, ze względu na skutki założenia autonomii i przekonanie Aten, że zaproponowane warunki pozostawią Greków zamieszkujących Jonię na łasce Persji.
W związku z niepowodzeniem rokowań Tribazos powrócił do Suzy by zdać relację z wydarzeń, natomiast zastąpił go nowy dowódca, Strutas. Strutas prowadził politykę antyspartańską, prowokując Spartan by wysłali swego dowódcę w tym regionie, Tibrona, do walki z nim. Tibron grabił perskie terytorium, ale zginął wraz z wieloma swymi ludźmi w zasadzce, jaką Strutas urządził na jego źle zorganizowany oddział. Tibron został później zastąpiony przez Difridasa, który był bardziej skuteczny i odniósł kilka niewielkich zwycięstw, a nawet pojmał zięcia Struta. Nigdy jednak nie osiągnął znaczącego sukcesu.

### Lechajon i zajęcie Koryntu

Korynt i okolice

W Koryncie stronnictwo demokratyczne utrzymywało dalej miasto właściwe w swoich rękach, natomiast uciekinierzy i spartańscy sojusznicy zajmowali Lechajon, skąd przeprowadzali najazdy na koryncką prowincję. W 391 p.n.e. Agesilaos prowadził działania wojenne w tych okolicach, zajmując kilka miejsc ufortyfikowanych, oraz pojmał wielu jeńców i zagrabił łupy. Kiedy Agesilaos przebywał w obozie przygotowując się do sprzedaży swych zdobyczy, Ateński strateg Ifikrates, z siłami złożonymi głównie z lekkozbrojnych, uzbrojonych w oszczepy peltastów, odniósł zdecydowane zwycięstwo nad Spartanami w bitwie pod Lechajon. Podczas bitwy Ifikrates wykorzystał fakt, że Spartanom brakowało lekkozbrojnych, i nękał ich powtarzającymi się atakami peltastów, aż Spartanie, którzy odnieśli znaczne straty, zostali zmuszeni do odwrotu. Agesilaos niedługo potem wrócił do domu, ale Ifikrates kontynuował kampanię w okolicach Koryntu, odbijając wiele miejsc zajętych przez Spartan, nie udało mu się jednak odzyskać Lechajonu. Prowadził również działania przeciwko Fliuntowi i Arkadii, odnosząc zdecydowane zwycięstwo nad Fliuntyjczykami i pustosząc terytorium Arkadyjczyków, którzy nie stawili mu czoła w otwartej bitwie.
Po tym zwycięstwie armia Argos wkroczyła do Koryntu i zajęła Akropol. Wskutek tego Argos i Korynt połączyły się.

### Dalsze walki na lądzie
Po zwycięstwach Ifikratesa w okolicach Koryntu nie prowadzono żadnych szerszych działań w tych okolicach. Walki toczono na Peloponezie i północnym zachodzie. Agesilaos odnosił sukcesy na terytorium Argiwów w 391 p.n.e. i przeprowadził dwie znaczące operacje przed końcem wojny. Najpierw w 389 p.n.e. spartańskie siły przekroczyły Zatokę Koryncką by zaatakować Akarnanię, sojusznika przeciwników Sparty. Po początkowych trudnościach w walce z Akarnanami, którzy schronili się w górach i unikali otwartej walki, Agesilaos zmusił ich ostatecznie do stoczenia kilku walnych bitew, w których Akarnanowie ponieśli znaczne straty. Następnie powrócił do ojczyzny poprzez Zatokę. Następnego roku Akarnanowie zawarli pokój ze Spartą by uniknąć kolejnych inwazji.
W 388 p.n.e. Agesipolis poprowadził armię Sparty przeciwko Argos. Ponieważ żadna armia Argiwów nie stanęła przeciwko niemu, splądrował prowincję, a po niepomyślnych wróżbach powrócił do kraju.

### Dalsze walki na Morzu Egejskim
Po porażce pod Knidos Spartanie zaczęli odbudowywać swoją flotę i po walkach z Koryntem zdobyli kontrolę nad Zatoką Koryncką do 392 p.n.e. Po niepowodzeniu rokowań w 392 p.n.e. Spartanie wysłali małą flotę pod dowództwem Ekdika by wesprzeć wygnanych z Rodos oligarchów. Gdy Ekdikos pojawił się na Rodos dowiedział się, że demokraci sprawują pełną kontrolę nad wyspą i posiadają silniejszą flotę niż on, więc zaczekał przy przylądku Knidos. Spartanie wysłali flotę z Zatoki Korynckiej pod dowództwem Teleutiasa by go wesprzeć. Po przywiedzeniu większej liczby okrętów pod Samos Teleutias objął dowództwo i nakazał podjęcie działań przeciwko Rodos.

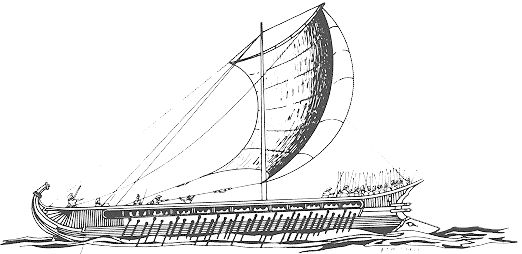
Grecka triera.

Zaniepokojeni odbudową potęgi Sparty na morzu Ateńczycy wysłali flotę 40 trier pod dowództwem Trazybula. Ten oceniając, że może osiągnąć więcej działając tam, gdzie nie ma spartańskiej floty, popłynął na Dardanele. Przekonał tam kilka państw do przejścia na stronę Aten. Następnie popłynął do Bizancjum, gdzie zastąpił rządy oligarchiczne demokratycznymi i nałożył podatek na statki wpływające do portu, przywracając źródło dochodów, na którym Ateny polegały pod koniec wojny peloponeskiej. Następnie popłynął na wyspę Lesbos, gdzie z pomocą Mityleńczyków pokonał wojska spartańskie i przeciągnął na swoją stronę kilka miast. Trazybul przebywając na Lesbos został zabity przez napastników z miasta Aspendos.
Spartanie wysłali nowego dowódcę, Anaksibiosa, do Abydos. Odniósł on kilka zwycięstw nad Farnabazosem i polował na statki handlowe Ateńczyków i ich sojuszników. Ateńczycy, nie chcąc, by skutki działań Trazybula przepadły, wysłali Ifikratesa by stawił czoła Anaksibiosowi. Przez jakiś czas obie floty najeżdżały opanowane przez przeciwnika terytorium, lecz później Ifikrates domyślił się gdzie Anaksibios powiedzie swe wojska podczas powrotu z wyprawy przeciwko Antandros i zaczaił się na wojska spartańskie, niedaleko Kremaste. Kiedy Anaksibios i jego ludzie, rozciągnięci w długą kolumnę, wkroczyli na skaliste, górzyste tereny, Ateńczycy zaatakowali i zabili Anaksibiosa oraz wielu spośród jego ludzi.

### Egina i Pireus
W 389 p.n.e. Ateńczycy przeprowadzili atak na wyspę Eginę przy wybrzeżu Attyki. Spartanie wkrótce zmusili ateńską flotę do wycofania się, jednak Ateńczycy kontynuowali oblężenie miasta Eginy na lądzie. Spartańska flota popłynęła na wschód do Rodos pod dowództwem Antalkidasa, jednak została ostatecznie unieruchomiona pod Abydos przez lokalnego ateńskiego dowódcę. Tymczasem Ateńczycy na Eginie po kilku miesiącach zostali zmuszeni do wycofania się.
Krótko po wycofaniu się Ateńczyków z Eginy spartańska flota pod dowództwem Gorgopasa zaczaiła się na flotę ateńską nieopodal Aten i zajęła kilka okrętów. Ateńczycy jednak zrewanżowali się. Chabrias, w drodze na Cypr, wylądował na Eginie i urządził zasadzkę na Eginetów i ich spartańskich sojuszników, zabijając wielu z nich, w tym Gorgopasa.
Spartanie wysłali wówczas na Eginę Teleutiasa by przejął dowództwo nad flotą. Korzystając z tego, że po zwycięstwie Chabraisa Ateńczycy zmniejszyli straże, przeprowadził on atak na Pireus zajmując wiele statków handlowych.

## Pokój (387 p.n.e.)
W tym czasie, Antalkidas podjął negocjacje z Tiribazem i osiągnął porozumienie w myśl którego Persowie zaangażują się w wojnę po stronie Sparty, jeśli koalicja odmówi zgody na pokój. Oznacza to, że Persowie, przede wszystkim ze względu na podejmowane przez Ateny działania, w tym wspieranie króla Ewagorasa na Cyprze i egipskiego faraona Achorisa, którzy pozostawali w stanie wojny z Persją, uznali, że polityka osłabiania Sparty poprzez wspieranie jej sojuszników nie jest dalej użyteczna. Po przełamaniu blokady w Abydos Antalkidas zaatakował i pokonał niewielkie ateńskie siły i połączył się z flotą sprzymierzonych Syrakuz. Z tymi siłami, wkrótce wspartymi przez okręty przysłane przez satrapów, popłynął do cieśniny Dardanele, by przeciąć szlaki handlowe, którymi dowożono do Aten zboże. Ateńczycy, pamiętając podobną porażkę w wojnie peloponeskiej przed niespełna dwoma dekadami, byli gotowi zawrzeć pokój.
W tych okolicznościach, kiedy Tribazos zwołał konferencję pokojową pod koniec 387 p.n.e., obie strony były gotowe dyskutować postanowienia. Szkic porozumienia został przedstawiony w dekrecie króla Artakserksesa:

Król Artakserkses uważa za sprawiedliwe, ażeby grody znajdujące się w Azji należały do niego, z wysp zaś Klazomenai i Cypr; ażeby pozostałe grody greckie, zarówno małe jak i wielkie, miały nadal samorząd [αὐτονόμους] z wyjątkiem Lemnos, Imbros i Skyros, gdyż te, jak było za dawnych lat, powinny być własnością Ateńczyków. Ktokolwiek zaś pokoju tego nie przyjmuje, z tymi ja z pomocą tych, którzy wraz ze mną tego samego pragną, będę wojował na ziemi i morzu, okrętami i pieniędzmi.

Na głównej konferencji pokojowej w Sparcie Spartanie, których pozycja została wsparta groźbą perskiej interwencji, zadbali o to, by wszystkie ważne greckie polis zgodziły się na te warunki. Zawarte ostatecznie porozumienie było powszechnie znane jako "pokój królewski", ze względu na wpływ Persji na kształt porozumienia. Traktat był pierwszą próbą wprowadzenia powszechnego pokoju (koine eirene) w historii grecki. Zgodnie z postanowieniami traktatu wszystkie polis miały być niepodległe, a Sparta mogła używać siły w celu egzekucji tego postanowienia. Pod groźbą spartańskiej interwencji Teby rozwiązały Związek Beocki, a Argos i Korynt rozłączyły się ponownie. Korynt, pozbawiony silnego sojusznika, został ponownie przyłączony do Związku Peloponeskiego. Po ośmiu latach walk wojna koryncka zakończyła się.

## Następstwa
W latach następujących bezpośrednio po podpisaniu pokoju obie strony, które miały największy wpływ na jego kształt, Persja i Sparta, skorzystały z przewagi, jaką on dawał. Persja, wolna od ateńskich i spartańskich interwencji w jej azjatyckich satrapiach, umocniła swoją pozycję we wschodniej części basenu Morza Egejskiego i zawładnęła Egiptem oraz Cyprem do 380 p.n.e. Sparta korzystała z postanowienia o niepodległości wszystkich polis nie pozwalając na sformowanie jakiejkolwiek wymierzonej przeciwko niej koalicji. Nielojalni sojusznicy zostali surowo ukarani – dla przykładu Mantineję podzielono na pięć wiosek. Z Agesilaosem na czele, który był zwolennikiem agresywnej polityki, Spartanie wyprawiali się z Peloponezu aż na odległy półwysep Chalcydycki. Dominacja Sparty nad Grecją lądową trwała jeszcze szesnaście lat, aż została złamana w bitwie pod Leuktrami.
Wojna jednocześnie pozwoliła na rozpoczęcie odbudowy znaczenia Aten w świecie greckim. Dzięki odbudowie murów i floty Ateńczycy byli zdolni, by skierować swój wzrok za morze. Do połowy IV w. p.n.e. założyli organizację państw basenu Morza Egejskiego – Drugi Ateński Związek Morski. Odzyskano dzięki temu wiele spośród terytoriów utraconych w 404 p.n.e.
Wolność miast Jonii była hasłem mobilizującym do walki od V w. p.n.e., ale po wojnie korynckiej państwa Grecji lądowej nie zakłócały perskiej dominacji nad tym regionem. Po wieku zmagań Persowie rządzili Jonią nieprzerwanie przez ponad pięćdziesiąt lat, aż do czasów Aleksandra Wielkiego.